# Arthur Rahn
Arthur Rahn (ur. 18 lipca 1897, zm. 27 kwietnia 1962)  – as lotnictwa niemieckiego Luftstreitkräfte z 6 potwierdzonymi  zwycięstwami w I wojnie światowej.
Zgłosił się do służby na ochotnika 6 stycznia 1915 roku. 16 maja 1916 roku został skierowany do szkoły lotniczej Fliegerschule w Coslin należącej do oddziału uzupełnień FEA 7. 21 grudnia 1916 roku został przydzielony do jednostki linowej Jagdstaffel 19. W jednostce odniósł swoje pierwsze podwójne zwycięstwo. 30 kwietnia 1917 roku zestrzelił dwa francuskie balony obserwacyjne w okolicach Reims. W październiku 1917 roku został przeniesiony do eskadry myśliwskiej Jagdstaffel 18. W jednostce służył do 18 marca 1918 roku, odnosząc swoje 4 zwycięstwo powietrzne 28 marca. Jednak wkrótce powrócił do macierzystej jednostki Jagdstaffel 19. Odniósł w niej kolejne 2 zwycięstwa i został mianowany jej dowódcą w okresie od 11 do 19 kwietnia 1918 roku. 17 lipca został ranny i nie powrócił do służby do zakończenia wojny. 
Po zakończeniu wojny Arthur Rahn wyemigrował do USA. Mieszkał w Michigan, gdzie zmarł.

## Odznaczenia
- Krzyż Żelazny I Klasy
- Krzyż Żelazny II Klasy